# أعمال شغب سجن التاميرا 2019

خريطة التاميرا، بارا، البرازيل

في 29 يوليو 2019، اندلعت أعمال شغب في أحد السجون في التاميرا، بارا، البرازيل، بسبب نزاعات على المخدرات بين عصابات متنافسة. خلال النزاع الذي استمر خمس ساعات، قُطعت رؤوس ستة عشر سجينًا، وتوفي 41 شخصًا آخر بسبب استنشاق الدخان الناتج عن الحريق الذي أشعل في بداية أعمال الشغب.

## خلفية
عنف العصابات في السجون البرازيلية ظاهرة شائعة. ومع ذلك، صرح المسؤولون أن السجناء لم يُظهروا أي علامات قبل أعمال الشغب توحي بأنهم سيبدأون شيئًا كبيرًا إلى هذا الحد.
من المفترض أن سجن التاميرا يضم 200 سجينًا، ولكن صُرح بأنه كان يحتوي على أكثر من 300 سجين وقت اندلاع أعمال الشغب. وكان هناك أعمال بناء لهيكل جديد في السجن لاحتواء السجناء الزائدين ورغم ذلك أنكر مسؤولي السجن وجود ازدحام، وتم احتجاز الكثير من السجناء في وحدات احتواء قديمة، من المفترض أن تصميم هذه الوحدات ساهم في انتشار النار بشكل أسرع وجعل الحريق أسوأ. ووفقًا لصحيفة ذا جارديان، كان الهجوم جزءًا من حرب تجارة مخدرات طويلة الأمد بين عصابتين.

## الهجوم
في حوالي الساعة السابعة صباحًا، بينما كان يتم تقديم وجبة الإفطار، اندلعت أعمال العنف بعد أن أشعل أعضاء من عصابة (ق.ا.أ) المتمركزة في كتلة واحدة الحريق في مكان تمركز عصابة كوماندو فيرميلهو، وفقًا لما ذكره المسؤول المحلي جارباس فاسكونسيلوس. أنه في البداية تم احتجاز 2 من الحراس كرهائن ولكن تم إطلاق سراحهما بعد وقتٍ قصير من إشعال النيران. كانت العصابة تهدف إلى منع الأمن من منع هجومهم المستهدف، ولكن لم يريدوا إلحاق الأذى بهم. لم تستطع قوات الشرطة دخول المبنى بسبب الحريق. استمرت أعمال العنف لخمسة ساعات، وانتهت عند الظهر. أثناء تفتيش السجن، لم يتم العثور على أية أسلحة نارية، فقط شفرات مصنوعة منزليًا. ومع ذلك تم الإبلاغ عن سماع طلقات نارية من مطار التاميرا القريب حيث صرح عامل أن إطلاق النار استمر لثلاثين دقيقة.

## الضحايا
تم الإبلاغ عن مقتل 57 شخص مبدئيًا، ستة عشر منهم قُطعت رؤوسهم، والبقية اختنقوا من استنشاق دخان النيران. التصميم السيء للسجن ساهم في انتشار النيران بشكل سريع. تم العثور على جثة متفحمة في وقتٍ لاحق مدفونة تحت الأنقاض بواسطة معهد الطب الشرعي في بارا. وفي حين نقل أخطر وأعنف السجناء في ناقلة إلى سجن جديد بعد أعمال الشغب، ارتفع عدد القتلى إلى 62 بعد أن عثر المسؤولون على أربعة سجناء مختنقين داخل حافلة السجن.

## استجابة
أبلغت وزارة العدل وسائل الإعلام أن الجناة الرئيسيين سيتم نقلهم لسجون آمنة. من المفترض أن يكون العدد الإجمالي المطلوب نقله هو 46، ويذهب 10 منهم إلى منشآت أمنية مشددة.